# Чёрные (расовая классификация)

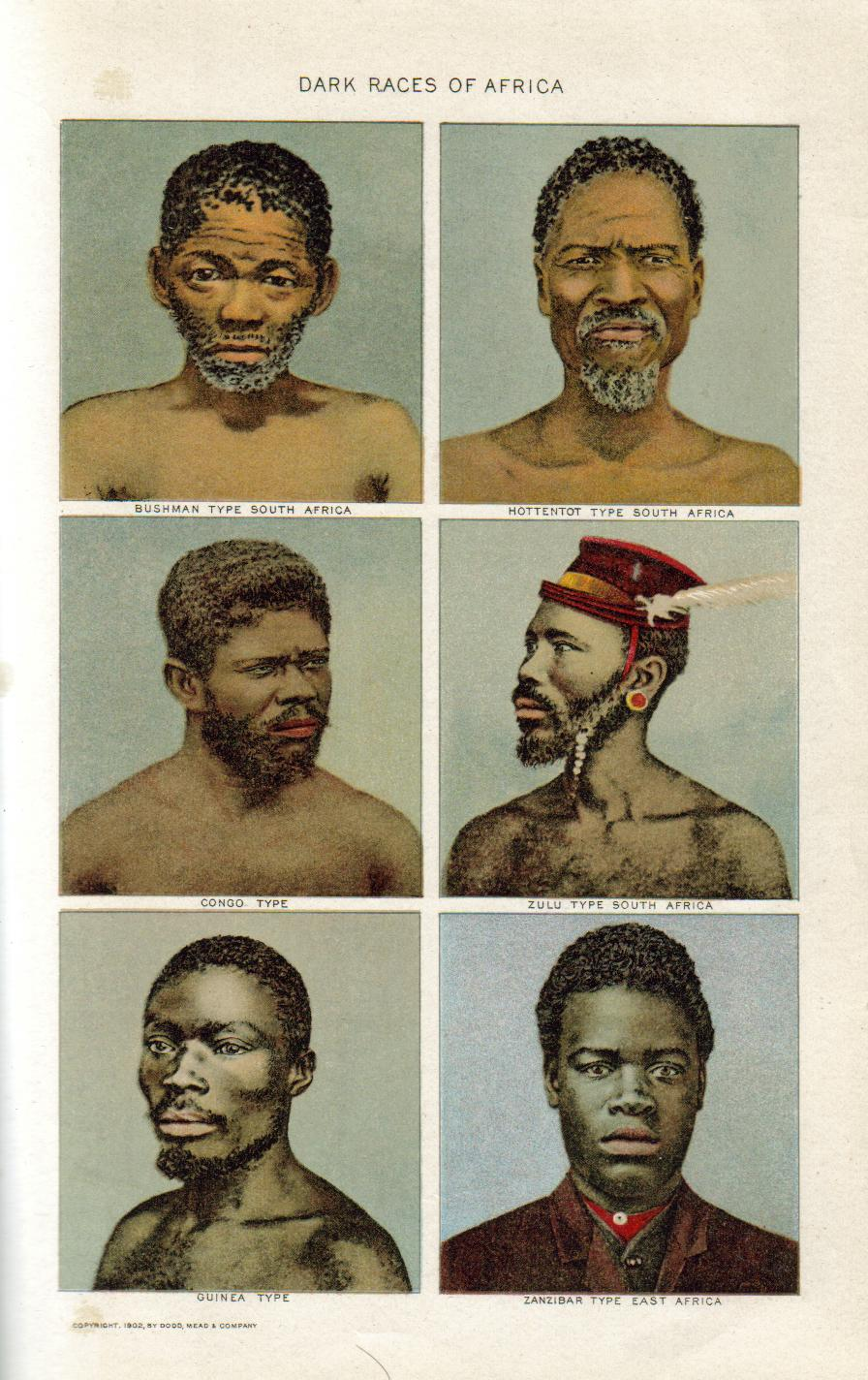
«Тёмные расы Африки», Новая международная энциклопедия, 1902

«Чёрные» («чёрная раса», «чернокожие») — устаревшее понятие расовой классификации, обычно социальная категория, критерием которой считается цвет кожи от среднего коричневого до тёмно-коричневого. Не все люди, считающиеся «чёрными», в действительности имеют тёмную кожу; в некоторых странах западного мира часто в рамках имеющих социальный базис расовых классификаций термин «чёрный» используется для описания людей, которые воспринимаются как темнокожие по сравнению с другими группами населения. Чаще всего термин используется в отношении африканцев к югу от Сахары (негроидная раса) и коренных жителей Австралии и Океании, а также потомков выходцев из этих регионов, но не является показателем каких-либо близких родственных отношений между различными группами. Коренные африканские, океанийские и другие сообщества не используют термин «чёрный» как расовую идентичность вне зоны прямого влияния западных культур; он не используется в тех африканских странах, в истории которых не было колониальной расовой сегрегации. Термин может восприниматься как уничижительный, устаревший, упрощённый или по другим причинам нерепрезентативный ярлык.
В России постсоветского периода расизм по отношению к выходцам с Кавказа и из Средней Азии проявляется, в частности, в применении к ним уничижительных определений «чёрные», «черножопые», несмотря на то, что подавляющее большинство представителей народов Кавказа относится к европеоидам. Бюрократический язык использовал более нейтральный, но также научно некорректный термин «лица кавказской национальности». Чаще в них, чем в «жидомасонах», массы видят главный источник сегодняшних и будущих угроз.

## Термин
Термин «чёрные» может относиться к людям с тёмной кожей, особенно африканского происхождения. Обычно в политике термин «чёрные» означает всё «небелое» меньшинство в странах с «белым» большинством. Термин имеет долгую историю в социальной, политической и повседневной жизни; его использование для обозначения африканского происхождения прочно укоренилось в языке западного общественного здравоохранения, хотя в рамках последнего такой широкий термин, как правило, бесполезен. Он скрывает неоднородность культур среди различных африканских народов и усиливает расовые стереотипы.
В западном мире термины «чёрный» и «негр» (negro — по-испански «чёрный») могут рассматриваться как оскорбительные в связи с тем, что они были навязаны рабовладельцами.

## Социальная категория
Цветовая схема из трёх цветов использовалась в Латинской Америке XVII века, находящейся под властью Испании. Ирэн Сильверблатт прослеживает «расовое мышление» в Южной Америке до социальных категорий колониализма и формирования государства: «Белые, чёрные и коричневые — это сокращённые, абстрактные термины для обозначения колонизаторов, рабов и колонизированных». В американских колониях Испании люди, имеющие африканское, индейское (исп. indios), еврейское или морискское происхождение формально исключались из числа обладавших «чистотой крови» (limpieza de sangre), которые имели право занимать любую государственную должность в соответствии с Королевской прагматикой 1501 года. Подобные ограничения применялись в вооруженных силах, некоторых религиозных орденах, колледжах и университетах, что привело к формированию почти полностью «белого» духовенства и профессионального слоя общества. Негры и indios облагались данью, им запрещалось носить оружие, а женщинам из их числа было запрещено носить драгоценности, шёлк или драгоценные металлы в ранней колониальной Мексике и Перу. Лица из категорий pardos (люди с тёмной кожей) и mulattos (люди смешанного африканского и европейского происхождения), обладавшие достаточными финансовыми ресурсами стремились обойти эти ограничения, выдав себя за «белых». Королевское предложение купить эти привилегии за значительную сумму денег привлекло пятнадцать претендентов, прежде чем давление со стороны «белых» элит положило конец этой практике.
В британских колониях в Северной Америке и Карибском бассейне первоначально использовалось обозначение англичанин или христианин для различения с коренными американцами и африканцами. Некоторые историки пишут о сдвиге в сторону более широкого использования термина «белый» в качестве правовой категории наряду с ужесточением ограничений для свободных чёрных или чёрных христиан.
Понятие «чёрной расы» в качестве социальной категории сформировалось сравнительно поздно. Вплоть до последней четверти XVII века на плантациях Виргинии «белые» были наёмными работниками наравне с африканцами и индейцами. С 1670-х годов рабский труд был законодательно однозначно навязан исключительно африканцам, и все завезённые в Америку африканцы вне зависимости от этнической принадлежности стали считаться «неграми-рабами», относящимися к единой «чёрной расе». «Белые» американцы в качестве «аристократов кожи» были отнесены к категории «белой расы».
В Вест-Индии расовая классификация была значительно более сложной, выделялись различные категории смешанного происхождения, такие как «белые», «красные», «коричневые», «светло-чёрные», «чёрные», «тёмно-чёрные». Расовая категория влияла на социальное положение. Так, категория «тринидадские белые» означала не столько людей определённой физической «белой расы», сколько престижный социальный слой, который обычно ассоциировался с «белой расой». В эту категорию входили преимущественно потомки смешанных браков, но также «белые» поселенцы. Вместе они именовались «креолами».
Отцы-основатели США, провозглашая в Конституции права и свободы народа Соединённых Штатов — американской нации — ограничивали её определённым этническим сообществом — «белыми» англосаксонскими протестантами. По расовому признаку членами американской нации не считались чернокожие американцы вплоть до 1875 года и американские индейцы — вплоть до 1924 года. До середины XIX века в США действовало «правило одной капли крови», согласно которому «небелыми» считались те, кто имел «чёрных» или индейских предков вплоть до седьмого поколения. Первоначально американская нация понималась как расово-этническая, а не как гражданская общность. Согласно историку А. И. Уткину, американская национальная идентичность сохраняла расово-этническую основу вплоть до начала Второй мировой войны, когда США приняли большое число иммигрантов из стран Восточной и Южной Европы (поляки, евреи, итальянцы и др.).
К середине XIX века расовые различия в массовом сознании стали восприниматься как эквивалентные различиям между биологическими видами, по крайней мере, различия между «чёрными» и «белыми». Идеология обособленности, которую предполагало это провозглашённое различие, вскоре породила соответствующую социальную политику. Хотя узаконненное рабство в Соединённых Штатах закончилось в 1865 году с принятием Тринадцатой поправки к Конституции, расовая идеология продолжала оставаться главной основой социальной дифференциации как в американском, так и в британском сообществе. С целью узаконить социальную философию расизма в США 1860-х годах были приняты чёрные кодексы, а в 1890-х годах — законы Джима Кроу. Было принято больше законов для предотвращения смешанных браков; законодательно устанавливалась сегрегация в общественных местах, особенно на Юге. Низкооплачиваемая, грязная и унизительная работа была передана «негру», поскольку он считался годным только для таких задач. Решения Верховного суда, такие как дело Дреда Скотта 1857 года, ясно продемонстрировали, что негры не были и не могли быть гражданами Соединённых Штатов. Они должны были быть исключены из социального сообщества «белых», но не из системы производства благосостояния последних. Решение Верховного суда по делу Плесси против Фергюсона 1896 года, разрешившее «отдельные, но равные» помещения, гарантировало, что расовое мировоззрение с его элементами обособленности и преувеличенных различий будет продолжать процветать.
По мере того, как американцы США африканского происхождения в ходе своей борьбе за равенство поднимались на новый уровень, они меняли оценки своей идентичности. Ярлыки, использовавшиеся рабовладельцами «чёрный» (black) и «негр» были оскорбительными, поэтому при освобождении американцы африканского происхождения выбрали эвфемизм «цветной» (colored). Термин афроамериканец (Afro-American) был принят борцами за гражданские права, чтобы подчеркнуть гордость за свою историческую родину, но Black — символ власти и революции — оказался более популярным. Все эти термины вплоть до настоящего отражены в названиях десятков организаций. Для восстановления «культурной целостности» в конце 1980-х Джесси Джексон предложил термин African American, который, в отличие от «безосновательного» цветового ярлыка, провозглашает родство с исторической родиной. В XXI веке широко использовались термины Black и African American.
В современных США имеет место, в частности, символический расизм, выступающий за сохранение существующего «расового баланса», который основан на вере, что «чёрные» разрушают священные для «белых» американцев ценности, включая индивидуализм, опору на собственные силы, трудовую этику, законопослушность.

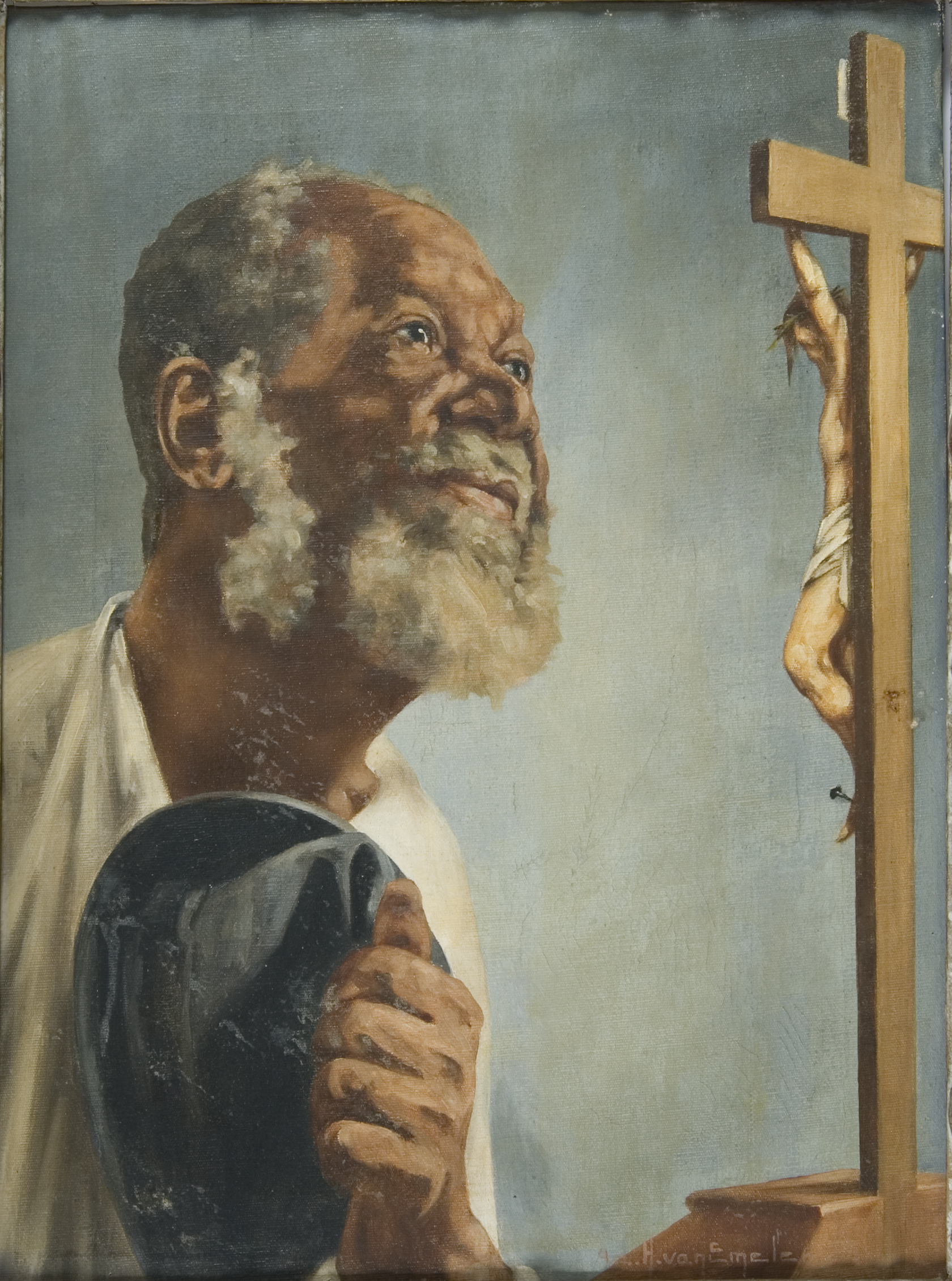
Картина Адриена ван Эмелена

В Бразилии различаются около 500 типов, основанных на оттенках кожи, формах носа и губ, особенностей волос и др. В 85 % случаев использовались десять терминов, наиболее популярными, около 50 % случаев, были три: «морено» (мулаты), «бланко» («белые») и «сарара» («веснушчатые»). В штате Баия различались 25 оттенков цвета, которые были сгруппированы в три основные категории: «бланкос» («белые»), «моренос, пардос» (мулаты), «претос, негрос, эскурос» («чёрные»). Расовые термины в Бразилии ситуативны и со временем меняются, тогда как власти поощряют межрасовое смешение и ставят целью создание особой «бразильской расы».
Многие жители Кабо-Верде отвергают ярлык «чёрный», поскольку ценят своё португальское происхождение, по сути, придерживаясь противоположного подхода к американской теории «одной капли крови». Португальское происхождение «избавляет» их от того, чтобы быть черными. Того же подхода придерживается большинство доминиканцев, которые ставят свой испанский язык выше своего африканского происхождения и, более того, отличают себя от «чёрных» гаитян на том основании, что доминиканцы никогда не были рабами, тем самым вплетая рабство в свой конструкт «чёрной» идентичности. В этом выражается направленный против «чёрных» расизм. Неприятие доминиканцами, жителями Кабо-Верде, Вест-Индии и других островов ярлыка «черный» может также служить важнейшим инструментом самосохранения в расистском американском обществе. Отказываясь идентифицировать себя как «чёрных», эти иммигранты пытаются избежать «нисходящей мобильности», которая, как правило, возникает в результате такой классификации.

## Понятие расовых теорий
С XVIII века существует расистский миф, что «чёрные» по своей природе расово неполноценны и лучше всего подходят в качестве рабов.
Западные исследования рас и этнической принадлежности в XVII и XIX веках вылились в направление, которое позже было названо «научным расизмом».
Термины «цветовой» расовой классификации возникли в XVII веке, когда «белые люди» или «белая раса», понимаемые как большая группа людей преимущественно или исключительно европейского населения, определяемая светлым цветом кожи, стали противопоставляться «чёрным», «коричневым», «жёлтым», «красным» и другим «цветным».
В 1758 году Карл Линней предложил понятия, которые он считал естественными таксономическими категориями человеческого вида. Он различал Homo sapiens и Homo sapiens europaeus, а позже добавил четыре географических подразделения людей: «белые» европейцы, «красные» американцы, «жёлтые» азиаты и «чёрные» африканцы. Хотя Линней рассматривал их как объективную классификацию, его описания этих групп включали культурные модели и уничижительные стереотипы.
Концепция разделения человечества на три расы, называемые европеоидной, монголоидной и негроидной (первоначально называвшейся «эфиопской»), была введена в 1780-х годах членами Гёттингенской исторической школы и получила дальнейшее развитие у западных учёных в контексте расистских идеологий эпохи колониализма. Французский анатом Жорж Кювье выделял три расы — «белая» («кавказская»), «чёрная» («эфиопская») и «жёлтая» («монгольская»). Этот подход впоследствии стал преобладающим.
Ряд ведущих политических и интеллектуальных деятелей XVIII века публично заявляли, что африканцы по своей природе неполноценны и что действительно лучше всего подходят для рабства. Некоторые интеллектуалы возродили идею средневековой иерархии живых существ, scala naturae (лат. «шкала природы»), или великую цепь бытия, чтобы продемонстрировать, что природа или Бог создали людей неравными. Эта иерархическая парадигма охватывала все живые существа, начиная с простейших организмов и заканчивая людьми, ангелами и, наконец, Богом. Для сторонников рабства она стала совершенным отражением созданных ими же самими реальностей неравенства. Физические отличия негров и индейцев стали символами или маркерами их социального статуса. Именно в это время термин «раса» стал широко использоваться для обозначения социального ранга и маркировать неравенство этих групп, другими словами, их положение в цепи бытия. С конца XVIII века, различия между расами в общественном сознании стали преувеличиваться. Расовые стереотипы об африканцах были усилены Гаитянской революцией 1791—1803 годов, усилившей страх американцев перед восстаниями рабов и возмездием за угнетение, что привело к ужесточению ограничений и ещё более жесткому и унизительному обращению с «чёрными». Стали популярными гротескные описания чернокожих и индейцев и способствовали возникновению страха и ненависти. Эта негативная стереотипизация расовых групп, наделённых низким социальным статусом, постоянно присутствовала в общественном сознании и влияла на социальные отношения.
Кристиан Майнерс (1747—1840) обозначал известные ему две расы как «прекрасную», или «белую», и «отвратительную», или «чёрную».
Артюр де Гобино, автор «арийской» расовой теории, считал «чёрную» («меланическую») расу низшей, более развитой — «жёлтую», а высшей и единственной, которая способна к прогрессу — «белую расу», а особенно её элиту — «арийскую расу».
До настоящего времени имеют распространение интеллектуальные тесты, якобы доказывающие, что «белые» отличаются от «чёрных» более развитыми умственными способностями.